# Itaueira
Itaueira is een gemeente in de Braziliaanse deelstaat Piauí. De gemeente telt 10.904 inwoners (schatting 2009).